# Monique Mukuna Mutombo
Monique Mukuna Mutombo, née le 11 février 1974, est une femme politique congolaise.

## Biographie
Monique Mukuna Mutombo fréquente l'université de Liverpool où elle obtient un diplôme en gestion d'entreprise. Elle demeure pendant cinq ans à la tête d'une multinationale sud-africaine et travaille au bureau des élections dans le Katanga. Elle déclare sa candidature indépendante à l'élection présidentielle de 2018 sans postuler.
Elle critique le président Joseph Kabila car il souhaite prolonger son mandat au-delà de la fin de son second mandat.

### Vie privée
Mutombo est mère de deux enfants.